# اقتصاد نفوس
اقتصاد نفوس یا اقتصاد جمعیتی (Demographic Economics) استفاده از تحلیل‌های اقتصادی در مطالعات جمعیت‌شناسی است که شامل مطالعه‌ی اندازه، رشد، تراکم، پراکندگی، و ویژگی‌های حیاتی جمعیت‌ها می‌شود.

## بخش‌ها
بخش‌های مختلف اقتصاد نفوس شامل موارد زیر می‌شود:
- زناشویی و نرخ بچه‌دار شدن
- اقتصاد خانواده
- جدایی (طلاق)
- نرخ بیماری‌ها و امید به زندگی
- نسبت سالمندان به نیروی کار
- درون‌کوچی و برون‌کوچی (مهاجرت)
- رشد جمعیت
- اندازه‌ی جمعیت
- سیاست‌گذاری عمومی
- گذار جمعیت از «انفجار جمعیتی» به «پویایی (تعادل) جمعیتی» یا کاهش آن

از دیگر زیرشاخه‌های اقتصاد نفوس می‌توان به سنجش ارزش اقتصادی زندگی، اقتصاد سالمندان، اقتصاد معلولان، اقتصاد جنسیت، اقتصاد نژاد، اقتصاد اقلیت‌ها، و اقتصاد تبعیض اشاره کرد. این زیرشاخه‌ها مکمل اقتصاد کار خواهند شد و در بسیاری دیگر از شاخه‌های اقتصادی نیز ظاهر می‌شوند.

## زیرحوزه‌ها
کدهای طبقه‌بندی ژورنال ادبیات اقتصادی (JEL) یکی از راه‌های دسته‌بندی کردن موضوعات اقتصادی است. در این ژورنال، اقتصاد نفوس با اقتصاد کار جفت می‌شوند و در طبقه‌ی «J» به عنوان یکی از نوزده دسته‌ی اصلی JEL نام‌گذاری شده‌اند. اقتصاد نفوس (به همراه اقتصاد کار) ۸ زیرحوزه دارد که به همراه کدهایشان در ژورنال ادبیات اقتصادی و لینک به واژه‌نامه‌ی اقتصاد، در این جا فهرست شده‌اند:
JEL: J10   - جامع
JEL: J11  - روندها و پیش‌بینی‌های نفوس
JEL: J12  - زناشویی؛ گسستن پیوند زناشویی؛ ساختار خانواده
JEL: J13  - نرخ بچه‌دار شدن؛ برنامه‌ریزی برای خانواده، نگهداری کودک؛ کودکان؛ جوانان
JEL: J14  - اقتصاد سالمندان؛ اقتصاد معلولان
JEL: J15  - اقتصاد اقلیت‌ها و نژادها؛ تبعیض‌های غیربازاری
JEL: J16 - اقتصاد جنسیت؛ تبعیض‌های غیربازاری
JEL: J17  - ارزش اقتصادی زندگی؛ درآمد ازدست‌رفته
JEL: J18  - سیاست‌گذاری عمومی